# Kabát
Kabát — чеський хард-рок гурт, утворений в м. Тепліце в 1983. Колектив є одним з найвідоміших рок-колективів Чехії. 2004 року гурт був визнаний найкращим рок-гуртом за версією «Golden Nightingale Award poll», а також здобув премію «Czech Music Academy Awards» у трьох номінаціях: «Гурт року», «Найкращий альбом» (за альбом «Dole v dole») та «Найкращий музичний відеокліп року» (за відео «Dole v dole»). У 2007 році гурт брав участь в конкурсі Євробачення, однак посів останнє місце, здобувши лише одне очко від Естонії.

## Дискографія

### Альбоми
1. Má jí motorovou (1991, Monitor)
2. Živě! (1992, Monitor)
3. Děvky ty to znaj (1993, Monitor)
4. Colorado (1994, Monitor)
5. Země plná trpaslíků (1995, Monitor)
6. Čert na koze jel (1997, Monitor)
7. MegaHu (1999, Monitor/EMI)
8. Go satane go (2000, Monitor/EMI)
9. Suma sumárum (2001, Monitor/EMI)
10. Dole v dole (2003, Monitor/EMI)
11. Corrida (2006, EMI)
12. Banditi di Praga (2010)

### Blu-Ray
1. Po čertech velkej koncert, (2009, EMI)

### DVD
1. Best of video Koncert (2002, EMI)
2. Kabát Live 2003 — 2004, 2DVD (2004, EMI)
3. Kabát Corrida tour, (2008, EMI)
4. Po čertech velkej koncert, 2DVD (2009, EMI)

### Сингли
1. «S čerty tancoval» (1989, Supraphon)
2. «Jak ti šlapou Kabáti» (1994, Monitor)
3. «Mistři světa» (1996, Monitor/EMI)
4. «Učitel» (1999, EMI)
5. «Stará Lou» (2003, EMI)
6. «Corrida» (2007, EMI)